# Ennio Doris
Ennio Doris   (Tombolo, 3 de juliol de 1940 - Milà, 24 de novembre de 2021) va ser un empresari multimilionari italià que va fundar Mediolanum SpA. Fins al 21 de setembre de 2021 va ser president de Banca Mediolanum, part del Gruppo Mediolanum, un gran grup bancari, de gestió de fons i d'assegurances italià.

## Biografia
Va néixer a Tombolo, un petit poble prop de Pàdua, Itàlia, el 3 de juliol de 1940.
Doris va entrar al camp de la gestió d'actius minoristes el 1969 quan es va convertir en venedor de Fideuram. El 1971 es va incorporar a Dival, on va arribar a ser el cap d'una força de vendes de 700 persones. El 1982 va fundar la seva pròpia empresa "Programma Italia" i va convèncer Silvio Berlusconi d'invertir 250.000 euros a canvi de la meitat de la participació de l'empresa. La seva estratègia va ser centrar-se en les relacions amb el client minorista, alhora que subcontractava la gestió dels fons invertits a altres empreses. Sota el seu carismàtic lideratge, la seva xarxa de venedors va créixer ràpidament, així com els fons gestionats. Va afegir assegurances i banca i va canviar el nom de la firma a Mediolanum. El juny de 1996 la companyia va entrar en borsa a la borsa italiana. Berlusconi la va descriure com la millor inversió que havia fet mai.

## Vida personal
Doris estava casat, amb dos fills i vivia a Tombolo, Itàlia. El seu fill, Massimo Doris, és el conseller delegat de Banca Mediolanum.